# Velskolan Pitkäjärvi
Velskolan Pitkäjärvi est un lac situé dans le quartier de Velskola à Espoo en Finlande.

## Géographie
Velskolan Pitkäjärvi est un lac long et étroit au nord d'Espoo.
La superficie du lac est de 104 hectares et la profondeur moyenne est de trois mètres.
Le lac est pauvre en éléments nutritifs et son eau est de bonne qualité.
À l'extrémité nord de Pitkäjärvi de Velskola, le centre d'activités paroissial est situé dans la ferme de Velskola. 
Au milieu sud du lac, le lac se divise en deux baies longues et sinueuses.
La zone autour du lac est très vallonnée. 
A l'est, la route Velskolantie s'étend de Bodom à la seututie 120.
Au bord du lac, la réserve naturelle Jänisniemi-Björnträsk, créée en 2008 et appartenant au réseau Natura 2000, a une superficie de 17,7 hectares. La zone comprend une forêt, un bosquet de tilleuls et un marais boisé.
Espoo compte deux autres lacs homonymes Nuuksion Pitkäjärvi et  Pitkäjärvi.

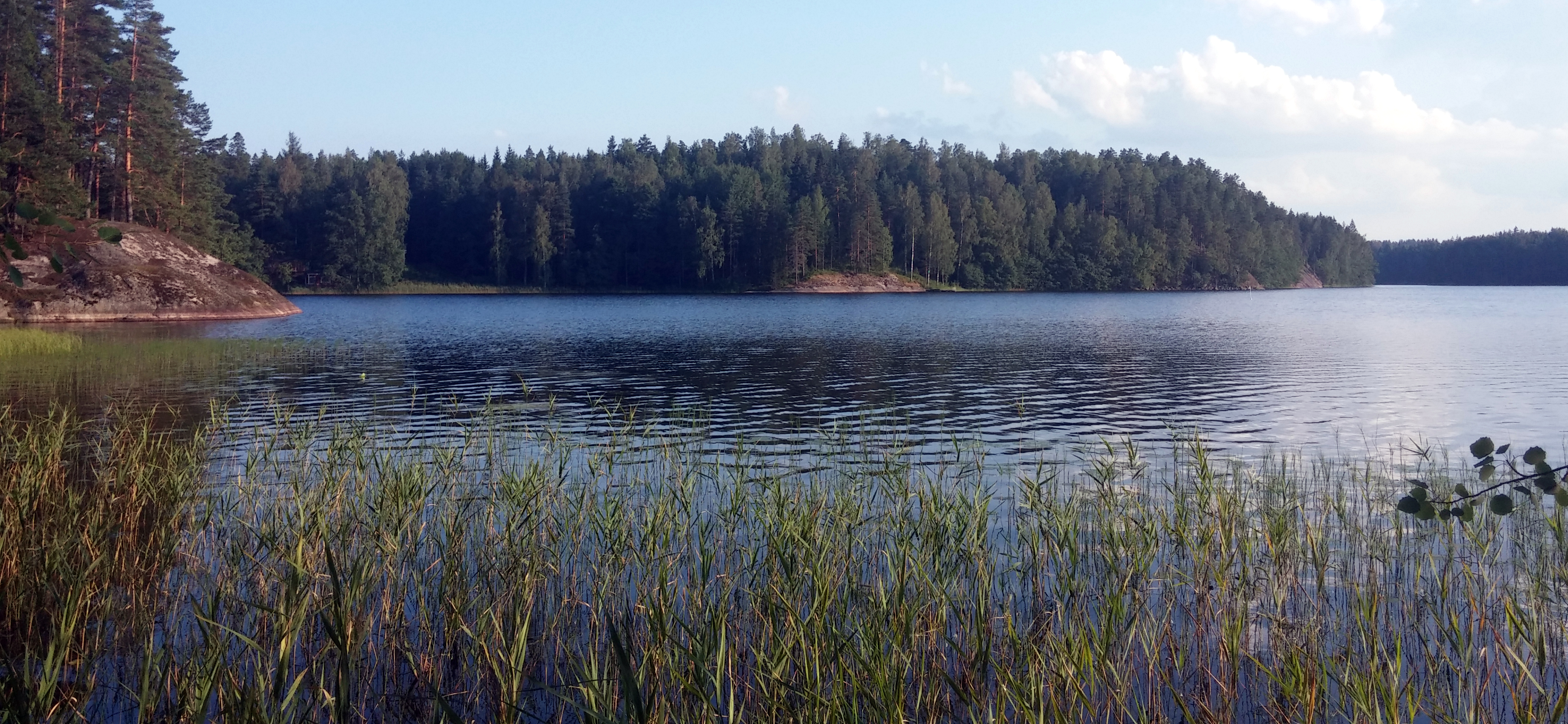